# Tombstone Hill
Tombstone Hill (in lingua inglese: Collina della pietra tombale) è una collina antartica, alta 1.050 m, situata sul fianco settentrionale del Ghiacciaio Edisto, aui Monti dell'Ammiragliato, in Antartide. 
La denominazione è stata assegnata dalla New Zealand Geological Survey Antarctic Expedition (NZGSAE), 1957-58, in quanto la sommità della collina è cosparsa di lastre di roccia sedimentaria, molte delle quali sono fortemente inclinate tanto da dare l'aspetto di un deposito di lastre tombali.